# Corrado Alvaro

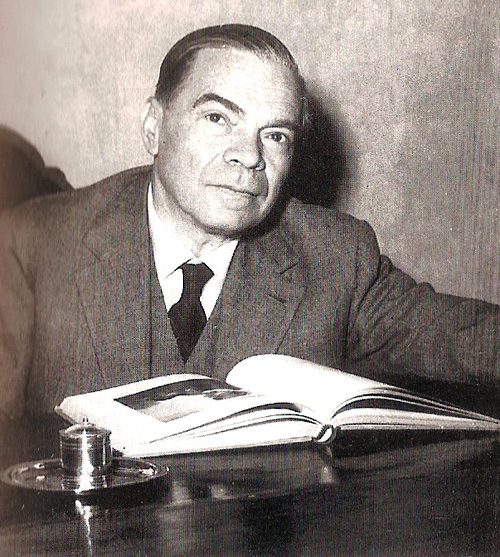
Corrado Alvaro

Corrado Alvaro (15 april 1895 in San Luca - 11 juni 1956 in Rome) was een Italiaanse schrijver en journalist, die zich specialiseerde in het korte verhaal van het simpele plattelandsleven.

## Biografie
Corrado Alvaro (1895-1956) is geboren in San Luca, een klein dorpje vlak bij Aspromonte in Calabria, in het meest zuidelijke gedeelte van deze regio in Italië. In 1919, na voltooiing van zijn studie literatuur aan de universiteit van Milaan, ging hij werken bij de Corriere della Sera. Bijna 40 jaar was hij journalist en een schrijver, die zich onderscheidde als een van de meest vooraanstaande beoefenaars van het verisme in de Italiaanse literatuur. Hij moest Italië verlaten vanwege zijn politieke activiteiten (hij schreef onder meer voor de anti-fascistische krant Il mondo). In 1941 keerde hij voor de begrafenis van zijn vader terug. In 1941 richtte hij met Libero Bigiaretti en Francesco Jovine de Italiaanse Bond van Schrijvers op waarvan hij de positie van secretaris vervulde, tot aan zijn dood in 1956.

## Thematiek
Zijn eerste succes was Gente in Aspromonte (Verhalen uit Aspromonte), dat door de meeste critici als zijn meesterwerk wordt beschouwd. De verschillen en spanningen tussen het stedelijke, rijke noorden en het landelijke arme zuiden van Italië neemt in zijn werk een belangrijke plaats in. Begaandheid met morele kwesties, sensitiviteit voor het harde leven van de laagste klasse en geloof in geweld als een legitiem middel om sociale verandering te bewerkstelligen zijn het kenmerk van zijn werk.

## Werken
- Poesie grigioverdi (1917)
- La siepe e l'orto (1920)
- L'uomo del labirinto (1926)
- L'amata alla finestra (1929)
- Vent'anni (1930)
- Gente in Aspromonte (1930)  Verhalen uit Aspromonte (2007)
- L'uomo è forte (1938)
- Incontri d'amore (1940)
- L'età breve (1946)
- Lunga notte di Medea (1949)
- Quasi una vita (1950)
- Il nostro tempo e la speranza 1952)
- Un fatto di cronaca (1955)

- Bibsys: 90128117
- Bibliothèque nationale de France: cb12160250z (data)
- Catàleg d'autoritats de noms i títols de Catalunya: 981058507641606706
- CiNii: DA06400770
- Gemeinsame Normdatei: 118644947
- International Standard Name Identifier: 0000 0001 2277 8743
- Library of Congress Control Number: n79022153
- Nationale Bibliotheek van Tsjechië: jn20000600178
- Nationale bibliotheek van Australië: 35698013
- Nationale Bibliotheek van Israël: 987007297207305171
- Nationale en Universitaire bibliotheek Zagreb: 000050534
- Nederlandse Thesaurus van Auteursnamen: 070233284
- Réseau des bibliothèques de Suisse occidentale: 02-A002922589
- Istituto Centrale per il Catalogo Unico: CFIV001059
- LIBRIS: 218409
- SNAC: w6f61cq8
- Système universitaire de documentation: 02747707X
- Trove: 1047339
- Virtual International Authority File: 29573259
- WorldCat: E39PBJkhJXgghjtgTK8VWGcHG3